# گراندیل ویلیج (نیویورک)
گراندیل ویلیج (به انگلیسی: Grandyle Village) یک منطقهٔ مسکونی در ایالات متحده آمریکا است که در شهرستان ایری، نیویورک واقع شده‌است. گراندیل ویلیج ۴٫۹ کیلومتر مربع مساحت و ۴٬۶۲۹ نفر جمعیت دارد و ۱۸۱٫۶۶ متر بالاتر از سطح دریا واقع شده‌است.